# Vista de la platja i el moll de les dunes, Domburg
Vista de la platja i el moll de les dunes, Domburg, també anomenat Dunes i mar, és una pintura del pintor holandès Piet Mondrian que es troba al Museu d'Art Modern de Nova York.
El quadre representa una marina en què es veuen les dunes de Domburg sota la mar i el cel. Mondrian va passar les vacances de 1908, 1909 i 1910 a Domburg, on va desenvolupar significativament la seva manera de pintar. Mondrian ja s'havia passat l'any 1908 al luminisme, concretament a Zelanda, on havia estudiat la forta llum de la costa, allunyant-se del realisme. Posteriorment, quan va viure a Nova York, el pintor va afirmar que "preferia pintar o bé paisatges foscos i grisos o bé amb llum solar intensa, en què la densitat de l'atmosfera amaga els detalls de les cares i accentua els contorns de les coses".
L'obra va formar part, al voltant de l'any 1913, de la col·lecció del cirurgià, col·leccionista d'art i jugador d'escacs neerlandès Johannes Esser. El que es va fer després de la seva mort el 1946 no se sap amb certesa. Segons el Museu d'Art Modern, al voltant de 1948, va ser vengut en subhasta a un col·leccionista privat, amb qui es va quedar fins al 1966. Segons l'Institut Neerlandès per a la Història de l'Art, els hereus d'Esser es van quedar amb el quadre a Monte Carlo, possiblement fins al 1984. De 1984 a 1985, va estar en mans del col·leccionista Eugene Victor Thaw a Nova York. El desembre de 1985, va ser adquirit pel marxant d'art del Museu d'Art Modern Jason McCoy a Nova York.